# Joana de Lusignan
Joana de Lusignan o de la Marca (morta poc abans dels 18 d'abril de 1323) fou una noble francesa filla d'Hug XII de Lusignan.
Es va casar en primeres noces amb Bernat Ezi IV senyor d'Albret (1324-1358), fill d'Amanieu VI i de Mata de Bordeus, però va quedar vídua el 24 de desembre de 1280. Es va casar llavors amb Pere de Joinville [Genville], de Ludlow Shropshire i de Walterstone co Hereford, fill de Geoffroy de Joinville senyor de Vaucouleurs i de Matilda de Lacy que ja era mort el 8 de juny de 1292.
A la mort del seu germà Guiu I de Lusignan (1308), la seva germana gran Iolanda de Lusignan va heretar tots els dominis, però el comtat d'Angulema havia de ser per la segona germana Isabel de Lusignan que era monja a Frontevault, la qual va acordar amb Joana la venda del comtat al rei Felip IV de França (1308) venda oficialitzada en document de maig de 1309. Joana va rebre les senyories de Couhé (Choec) i Payrac per carta diploma d'agost de 1310.
Va morir poc abans del 18 d'abril de 1323, sent enterrada a l'abadia de Valence.